# LOL (album Blog 27)
<LOL> è l'album di debutto del gruppo musicale polacco Blog 27. È un album pop pubblicato nel 2005 in Polonia con l'etichetta discografica Magic Records. Nel corso del 2006 è stato pubblicato internazionalmente sotto varie etichette (in Italia dalla Carosello).

## Tracce

### Versione polacca
1. Hey Boy (Get Your Ass Up) – 3:23
2. Uh la la la – 3:13
3. I Want What I Want – 3:04
4. Turn You On To Music – 2:45
5. Stay Outta My Way – 3:20
6. Destiny – 2:58
7. Wid Out Ya – 3:03
8. Life Like This – 2:45
9. I'm Callin' U – 3:30
10. Who I Am – 3:09
11. Hey Boy (Get Your Ass Up) (VIDEO) – 3:23
12. Uh la la la (VIDEO) – 3:13

### Versioni tedesca, austriaca, svizzera e ungherese
1. Hey Boy (Get Your Ass Up) – 3:23
2. Uh la la la – 3:13
3. I Want What I Want – 3:04
4. Wid Out Ya – 3:03
5. I Still Don't Know Ya – 3:45
6. Destiny – 2:58
7. Turn You On To Music – 2:45
8. Stay Outta My Way – 3:20
9. Life Like This – 2:45
10. I'm Callin' U – 3:30
11. Generation (B27) – 3:17
12. Who I Am – 3:09
13. Hey Boy (Get Your Ass Up) (VIDEO) – 3:23
14. Uh la la la (VIDEO) – 3:13

### Versione giapponese e riedizione polacca
1. Hey Boy (Get Your Ass Up) – 3:23
2. Uh la la la – 3:13
3. I Want What I Want – 3:04
4. Wid Out Ya – 3:03
5. I Still Don't Know Ya – 3:45
6. Destiny – 2:58
7. Turn You On To Music – 2:45
8. Stay Outta My Way – 3:20
9. Life Like This – 2:45
10. I'm Callin' U – 3:30
11. Generation (B27) – 3:17
12. Who I Am – 3:09

(tutti i brani sono presenti anche in versione karaoke)

### DVD
Il 27 novembre 2007 in Polonia è stata pubblicata una versione DVD, contenente un cd con una lista tracce simile a quella della riedizione polacca e in aggiunta due versioni di Who I Am. Il DVD conteneva video del gruppo, come i video musicali dei singoli estratti, parti delle loro esibizioni di Amburgo, il "making of" dei video, video del tour e un'intervista del gruppo.

## Classifiche
| Anno | Album | Classifica                        |                     | Posizione | Vendite                     | Classifica annuale 2005 | Classifica annuale 2006 |
| ---- | ----- | --------------------------------- | ------------------- | --------- | --------------------------- | ----------------------- | ----------------------- |
| 2005 | LOL   | Polonia                           | Polonia (bandiera)  | numero 2  | 100.000 copie+ (2xPlatinum) | numero 26               | numero 18               |
| 2006 | LOL   | Ungheria                          | Ungheria (bandiera) | numero 12 |                             | -                       | numero 81               |
| 2006 | LOL   | Germania                          | Germania (bandiera) | numero 27 |                             | -                       |                         |
| 2006 | LOL   | Giappone                          | Giappone (bandiera) | numero 64 | 10.000 (est) copie          | -                       |                         |
| 2006 | LOL   | Giappone (artista straniero)      | Giappone (bandiera) | numero 30 | -                           | -                       |                         |
| 2006 | LOL   | Austria                           | Austria (bandiera)  | numero 47 |                             | -                       |                         |
| 2006 | LOL   | Billboard European Top 100 Albums | Europa (bandiera)   | numero 49 | 200.000 copie               | -                       |                         |
| 2006 | LOL   | Svizzera                          |                     | numero 78 |                             | -                       |                         |

### Singoli estratti
| Anno | Titolo                    | Classifiche | Classifiche | Classifiche | Classifiche | Classifiche | Classifiche | Classifiche    |
| Anno | Titolo                    | Germania    | Austria     | Svizzera    | Polonia     | Italia      | Giappone    | Europe Top 200 |
| ---- | ------------------------- | ----------- | ----------- | ----------- | ----------- | ----------- | ----------- | -------------- |
| 2005 | Uh la la la               | # 17        | # 23        | # 36        | # 4         | # 36        | 1# 18       | # 72           |
| 2005 | Hey Boy (Get Your Ass Up) | # 26        | # 24        | # 96        | # 6         | -           | -           | # 136          |
| 2006 | Wid Out Ya                | # 88        | # 56        | -           | # 1         | -           | -           |                |
| 2006 | I Still Don't Know Ya     | -           | -           | -           | # 3         | -           | -           | # 191          |
| 2006 | Who I Am                  | -           | -           | -           | # 35        | -           | -           |                |

- 1In Oricon Airplay Chart